# 東門路 (臺南市)
東門路，為臺灣臺南市聯外道路的交通大動脈，為臺南市銜接直達中山高仁德交流道之聯絡道路，以及通往仁德、歸仁、關廟交通要道。東門路屬於市道182號的一部份，呈西北－東南向。因經過臺灣府城東門而名。西起東門圓環，東連仁德區中山路，長約3.15公里，共分三段，臺南市道路編號24。

## 歷史

### 起源

東門路在東區的位置與大致走向

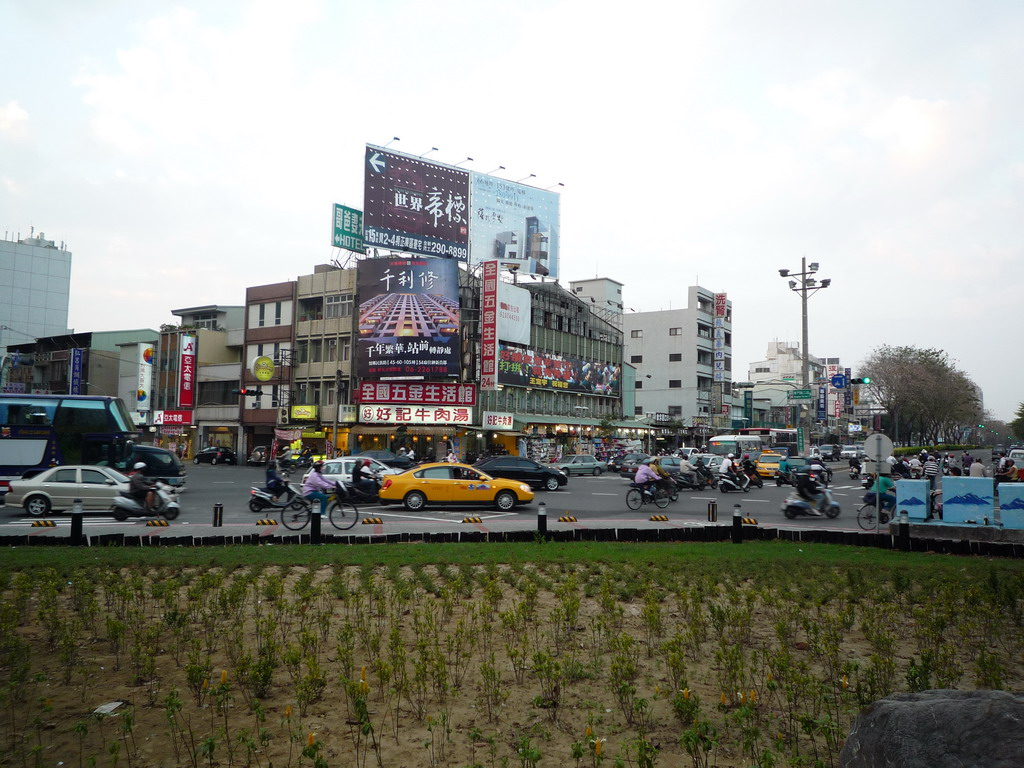
東門路與林森路口

17世紀，臺灣荷治時期，荷蘭於台南沿海建立臺灣街及普羅民遮街，成為當時臺灣島上漢人主要聚落之一。1661年，明朝將領鄭成功入臺灣，改普羅民遮為明京，設承天府。將府城依十字街為軸線分為四坊，由市街中心向東延伸的大街和其周圍區域稱為東安坊，其一部份為今日東門路的前身。
自荷治時期始，由臺灣街、普羅民遮街所發展的市街一直是臺灣島最具規模的漢人聚落，有很長一段時間台灣各地與大陸的交易必須透過府城的港口，而府城東門內外的東門大街和大東門外街，因處於進出城的要地，成為商業交易的市集。由東門出城，東行可至關帝廟（今關廟）羅漢門（今內門）等地。
嘉慶年間，在東門城外的大東門外街已成為糖廍、棧房的集中地。清道光15年（1835年），台灣府城重修城郭，增建東外城，將大東門外街一部分納入城內，設永康門、東郭門、仁和門，在過去崙仔頂（今東門圓環）到大東門這一段路叫東門街或東門大街，於同治、光緒年間細分為祝三多街、彌陀寺街、聖公廟街。

### 日治時期
1895年，台灣進入日治時期，歷經市區改正，祝三多街、東門大街及東門外街改直拓寬，合稱東門町，鐵路以西為一丁目，以東為二丁目，今東榮街以東為三丁目，大東門以東為四丁目。
出市街東南續行，經射擊場、虎尾寮至魁斗山、崁脚庄，至羗市街，與今日東門路路線大致符合。當時城外尚未成為市區，政區大致以道路為界，以北為永康下里，以南為仁和里。
1920年，廢廳置州之後，原城外的虎尾寮、竹篙厝、後甲等地先後併入成為臺南市東區市域，聚落沿著台南關廟道向外延伸。指定道路上興築了通往關廟的手押台車軌道，糖業闢建了通往車路墘製糖工場的運蔗輕便軌道。
日治初期有一條輕便車道，沿東門路而建，東至關廟，西至縱貫鐵路再北行，經西竹圍街，山仔頂為驛站，昭和三年出版的《臺南南部圖》，也標記著東門路上的手押台車軌道。
在1911、1929、1941年的擬定的都市計畫中，現今東門路分屬四等九號與三等二十五號道路。四等九號道路包括戰後的新南街（後整併入府前路）、府前路及東門路，三等二十五號道路則為後來的富強路。

### 二次大戰後
戰後，東門町改稱東門路，裕農路以東路段則稱為富強路。1948年原先的運蔗鐵路始辦客運，設臺南車站於富強路，詳見關廟線。
當時城外大部分區域均為農田，之後較靠近縣市界的竹篙厝、虎尾寮劃為大片的工業區，富強路兩旁為工業區景象。1978年，中山高速公路仁德交流道通車，東門路成為高速公路通往臺南市區的連絡幹道，又，1980年代臺南市外環道中華東路闢建。同時期，竹篙厝規劃為四期重劃區，之後十餘年，周圍土地快速發展，東區人口遽增，與市區連成一片。

### 現狀
東門路沿線土地為主要商業使用，道路附近的街廓則是人口稠密的住宅區。道路於裕農路以西，路寬18公尺；裕農路以東，路寬24公尺，做為台南都會區主要的聯外道路，道路容量略顯不足，尖峰時段擁塞情形嚴重。目前只有六條大台南公車及興南客運路線行駛東門路。

## 分段
東門路共分三段：
- 一段：西起大同路與北門路口，東於長榮路與二段相接。
- 二段：西起長榮路，東於中華東路與三段相接。
- 三段：西起中華東路，東至東區區界接仁德區中山路。

## 建築
由西向東
- 東門圓環
- 東門陸橋

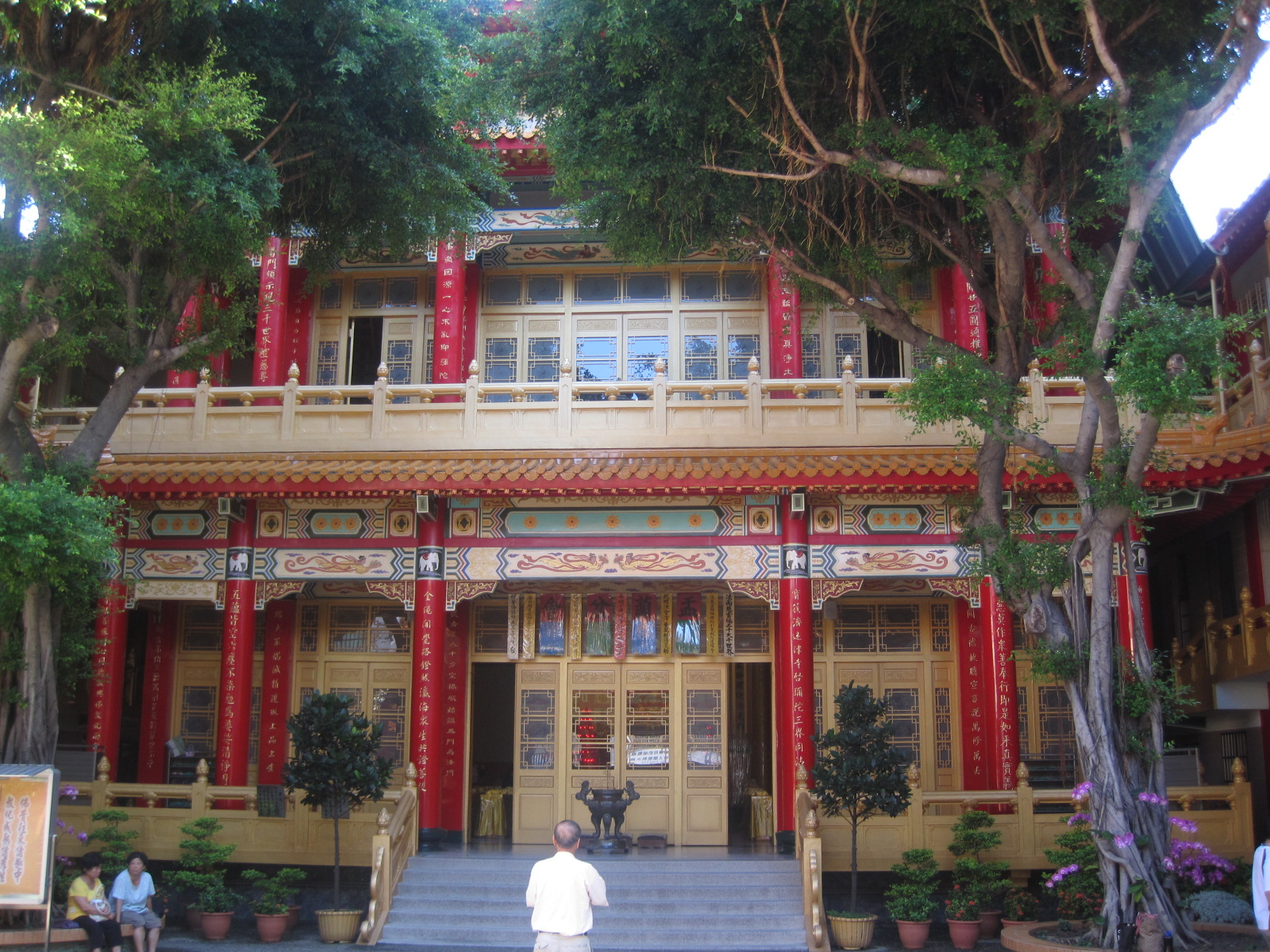
彌陀寺

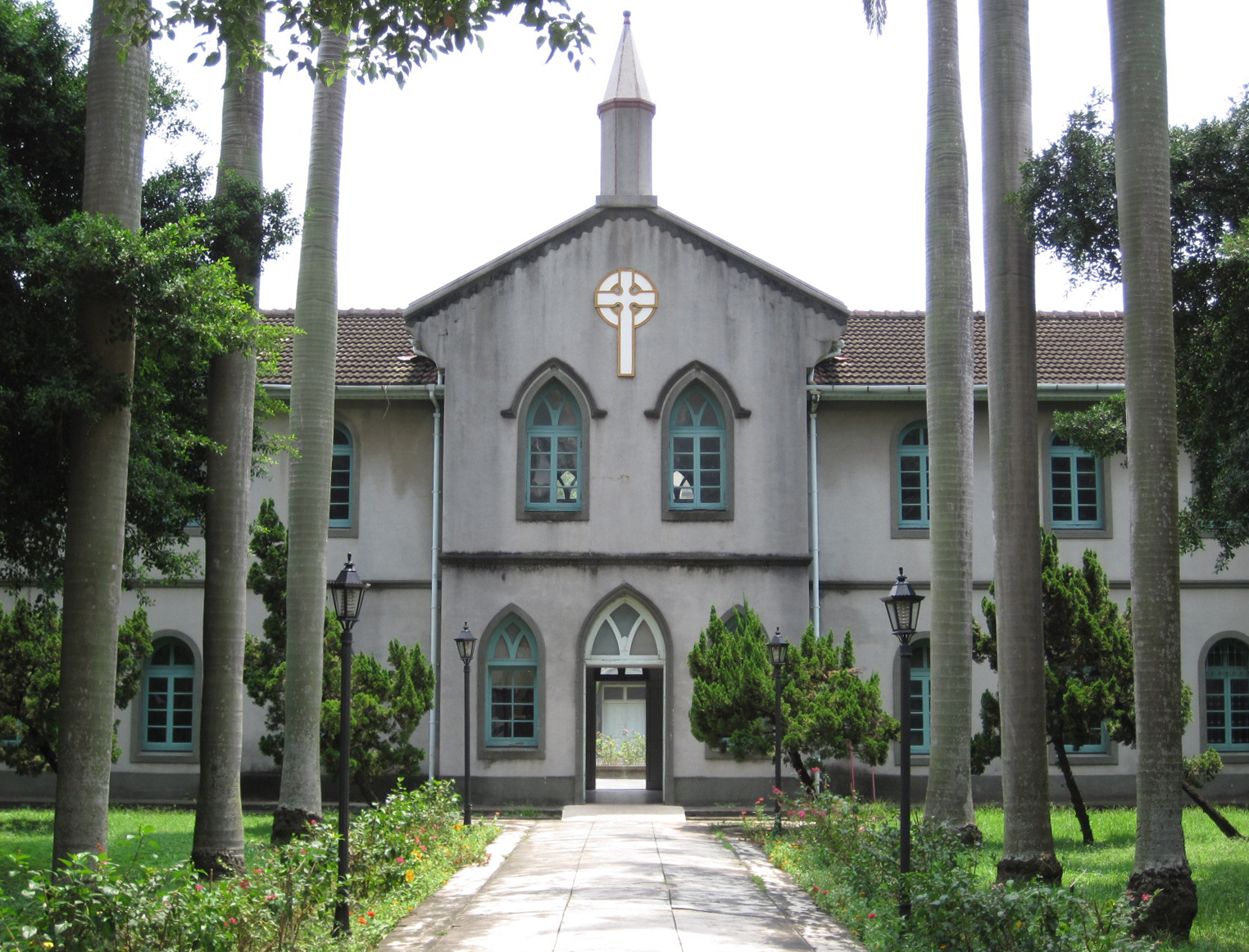
台南神學院

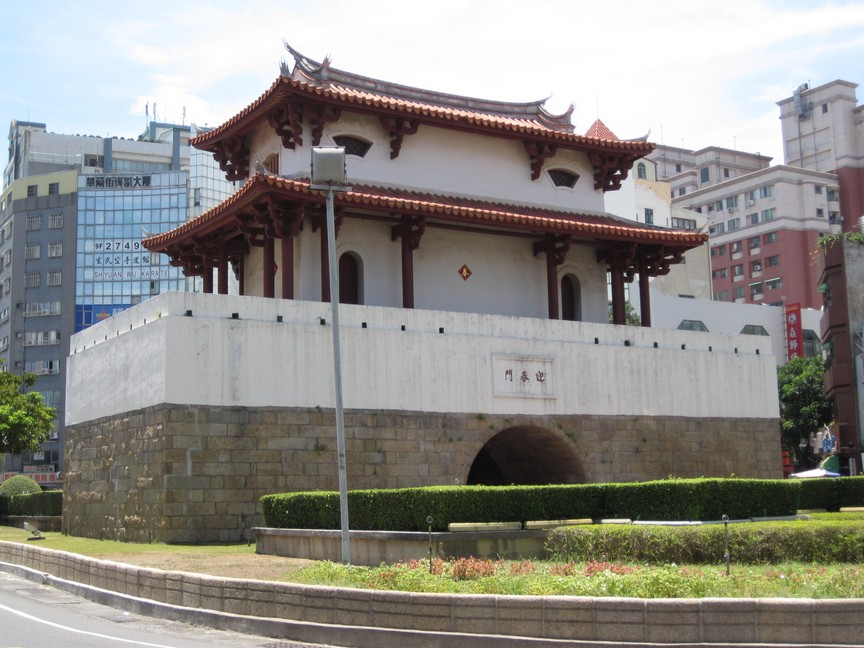
迎春門

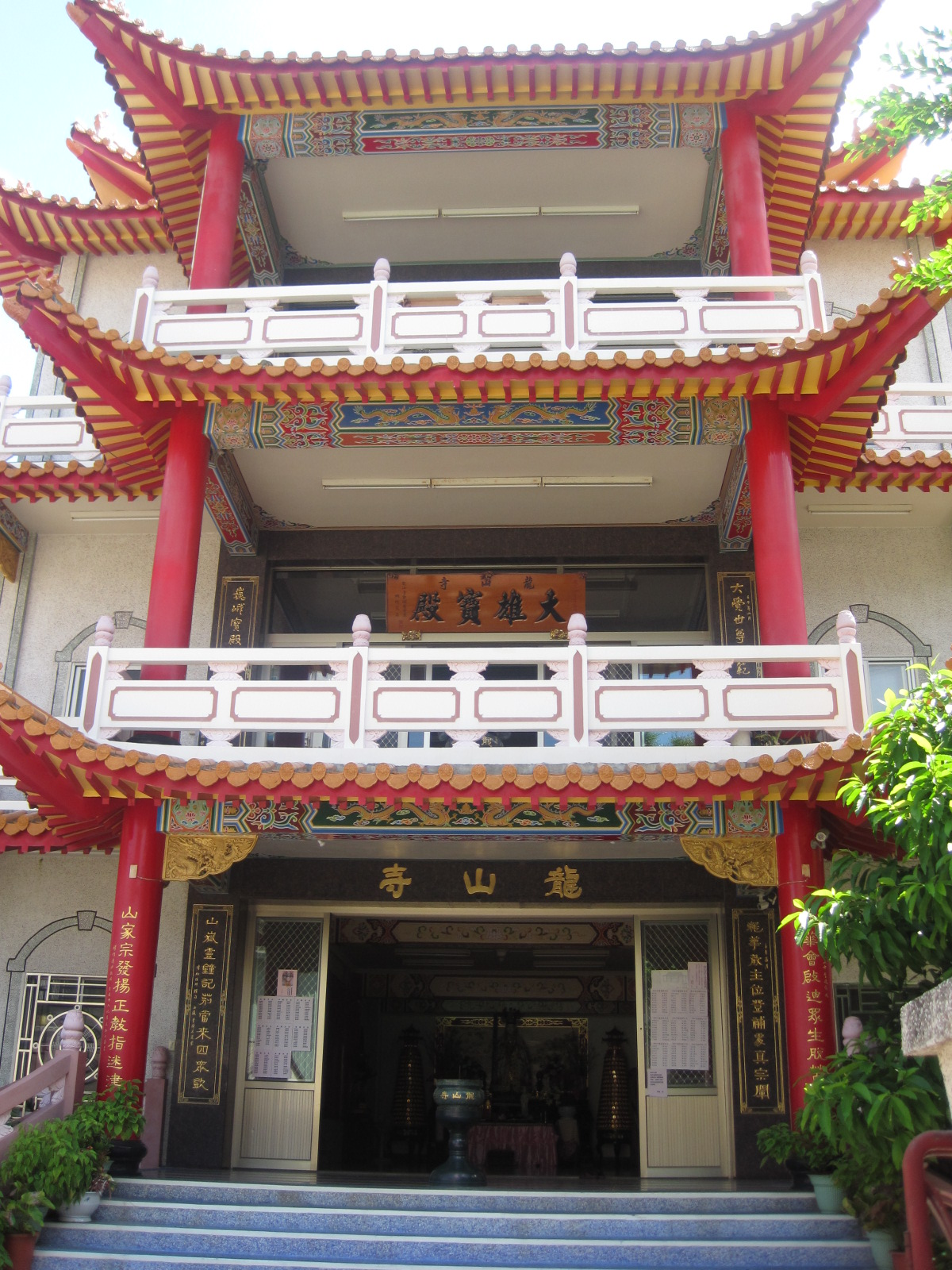
台南龍山寺

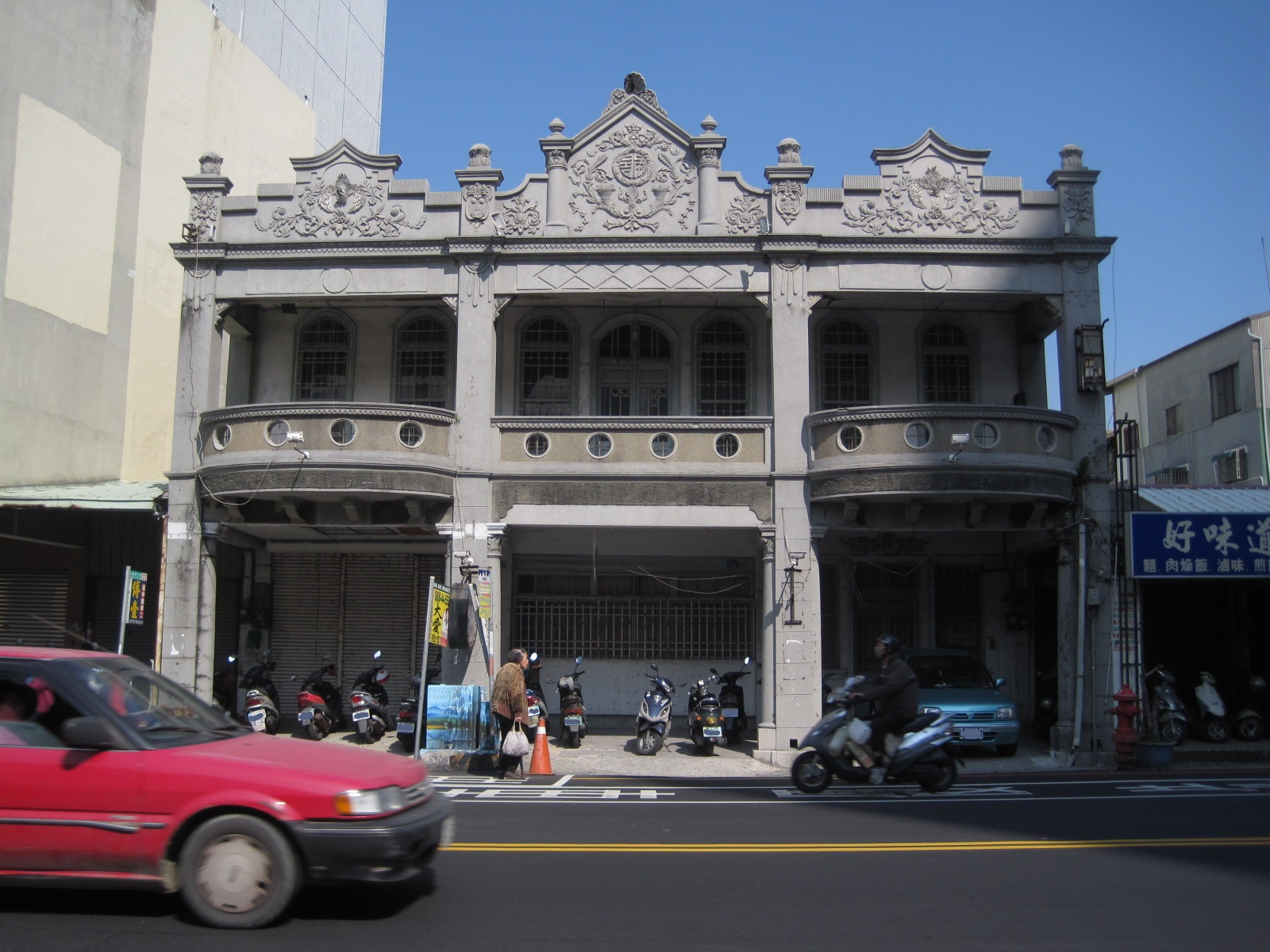
許嵩煙故居

- 東門大人廟：東門路一段17號東門圓環旁，主祀朱、池、李三千歲的道教廟宇，康熙年間興建。[14]
- 固園舊址
- 祝三多廟：東門路一段63號，台南八協境之一，為主祀福德正神的道教廟宇，祝三多之意乃祈福地方境眾「福、祿、壽」三多，初建於1717年，1843年遷至現址[15]。
- 台南神學院：東門路一段117號，台灣基督長老教會於1876年創設的神學院，為台灣歷史最悠久的西式教育學府，碩博士七個班，學院部三個學系。
- 臺南彌陀寺：東門路一段133號，創建於明末永曆年間，鄭經以承天府未有名剎而憾，遂在東安坊興建、奉祀釋迦牟尼佛，號稱是台灣第一所佛教寺院，迄今已有三百餘年歷史。[16]
- 台灣基督長老教會：臺灣基督長老教會起源於臺南城的東安坊[17]，1876年創設台南大學（今名台南神學院），1885年創設長老教會中學今長榮中學，1887年成立新樓女學校（今長榮女中）。1903年臺南大學校舍建於東門路現址。長老教會所發行的《台灣府城教會報》是台灣歷史第一份報紙，以閩南語白話字印製報刊，百年來累積大量文獻，內容涵跨台灣的政治、軍事、經濟、及民情風俗等消息。現在的長老教會東門巴克禮紀念教會，位於東門路一段187號。
- 台南市公共自行車-YouBike2.0東門城圓環(慶東街)
- 臺灣府城大東門：位於東門路、勝利路口，建於乾隆元年（1736年），門樓為重擔歇山二層樓形式，城門呈東西向，中開圓拱門。城樓長年受風雨侵蝕，早已頹圯。1975年重建為現貌。[18][19][20]
- 皇后大道大樓：東門路二段2號，東門路與長榮路交叉路口。商業辦公大樓。
- 衛生局
- 台南市公共自行車-YouBike2.0衛生局(林森辦公室)
- 許嵩煙故居：東門路二段95號，為日治時期的巴洛克風格二層樓建築。[21]
- 東郭門舊址
- 臺南龍山寺：東門路二段134巷27號，建於清雍正年間，主祀觀世音菩薩，原本位於東城門正西南隅（現今糧食局的東側），1927年受市區改正影響，遷到現址，是台灣歷史最悠久的龍山寺。[22][23]
- 原東門派出所：富德街23號。日治時期設置，在當時的東門路舊路線上，前方原為東門外城東郭門，控制臺南通往仁德、太子廟的路口。[24]
- 皇第大樓：東門路二段297號，東門路與裕豐街口。
- 賜伯寶座大廈：東門路三段13號，為1990年代初期興建的地上23層集合住宅。
- 滋味珍食品公司：東門路三段，臺灣知名黑橋牌肉類加工品企業於1973年創立時的工廠。1979年遷移至安平工業區[25]。
- 太子東都大樓：東門路三段293號，1996年興建的大型集合住宅，又名太子鎮。[26]

## 交通改革
2024年8月24日起，東門路（東門路二段269巷至中華東路）開放機車行駛內側車道及不強制兩段式左轉，但保留機車待轉區，提供機車騎士更寬廣的行車空間。

## 本路段客運
- 市區公車[27]

| 編號 | 路線                                   | 本路段公車站           |
| ---- | -------------------------------------- | ---------------------- |
| 3    | 海東國小－德高國小／復興國中／全福新城 | 東門教會－衛生局       |
| 6    | 統聯客運永康站／仁德轉運站－龍崗國小   | 衛生局                 |
| 62   | 桂田酒店／奇美醫院－高鐵台南站         | 富農街口－虎尾、和平里 |

- 幹支線公車[27]

| 編號   | 路線                                     | 本路段公車站           |
| ------ | ---------------------------------------- | ---------------------- |
| 紅幹線 | 安平工業區－仁德－歸仁－關廟轉運站／龍崎 | 東門教會－虎尾、和平里 |
| 紅1    | 臺南轉運站－太子廟－歸仁－關廟轉運站     | 東門城－衛生局         |

- 公路客運[28]

| 編號 | 路線                               | 本路段公車站       |
| ---- | ---------------------------------- | ------------------ |
| 8050 | 臺南火車站－關廟轉運站－旗山轉運站 | 東門教會－富農街口 |